# Marathon van Frankfurt 1999
De marathon van Frankfurt 1999 werd gelopen op zondag 31 oktober 1999. Het was de achttiende editie van deze marathon. 
De Est Pavel Loskutov kwam als eerste over de streep in 2:12.37. De Keniaanse Esther Barmasai was het sterkst bij de vrouwen in 2:33.58. 
De wedstrijd telde 8646 ingeschreven atleten en 6891 finishers.

## Uitslagen

### Mannen
| rang   | naam               | land | tijd    |
| ------ | ------------------ | ---- | ------- |
| Goud   | Pavel Loskutov     | EST  | 2:12.37 |
| Zilver | Simeratu Alemayuhu | ETH  | 2:12.46 |
| Brons  | Kenichi Kawakubo   | JPN  | 2:13.55 |
| 4      | Wladimir Tiamczik  | BLR  | 2:13.59 |
| 5      | Sebastian Bürklein | GER  | 2:16.16 |
| 6      | Arthur Osman       | POL  | 2:16.22 |

### Vrouwen
| rang   | naam                      | land | tijd    |
| ------ | ------------------------- | ---- | ------- |
| Goud   | Esther Barmasai           | KEN  | 2:33.58 |
| Zilver | Marie Soderstrom-Lundberg | SWE  | 2:35.20 |
| Brons  | Marzena Helbik            | POL  | 2:35.27 |
| 4      | Alla Zadorjnaja           | BLR  | 2:38.36 |
| 5      | Elisabeth Krieg           | SUI  | 2:43.15 |
| 6      | Anne Hegvold              | NOR  | 2:45.49 |

1981 ·
1982 ·
1983 ·
1984 ·
1985 ·
1986 ·
1987 ·
1988 ·
1989 ·
1990 ·
1991 ·
1992 ·
1993 ·
1994 ·
1995 ·
1996 ·
1997 ·
1998 ·
1999 ·
2000 ·
2001 ·
2002 ·
2003 ·
2004 ·
2005 ·
2006 ·
2007 ·
2008 ·
2009 ·
2010 ·
2011 · 
2012 · 
2013 · 
2014 · 
2015 · 
2016 · 
2017